# Overthrust Bluff
Das Overthrust Bluff ist ein Felsenkliff an der Danco-Küste des Grahamlands auf der Antarktischen Halbinsel. Es ragt am Mount Inverleith oberhalb der Leopard Cove auf.
Polnische Wissenschaftler benannten es 1999. Namensgebend ist eine hier entdeckte Überschiebung (englisch overthrust) zwischen den Metasedimenten der für die Trinity-Halbinsel charakteristischen oberpermisch-triassischen Gruppe und der für die Antarktische Halbinsel typischen unterkreidezeitlichen Lavagruppe.